# Sindh
Il Sindh o Sind (in sindhi سنڌ‎; in urdu سندھ‎?), vasto 135 300 km², costituisce una delle quattro province del Pakistan, la seconda più popolosa (47,9 milioni), patria del popolo sindhi autoctono, dei profughi immigrati dall'India nel 1947 e di varie altre etnie.

## Geografia fisica
Le regioni limitrofe sono il Belucistan ad ovest e nord, il Punjab a nord, il Rajasthan (India) ad est ed il Mar Arabico e il Gujarat (India) a sud. Le lingue principali sono il sindhi e l'urdu.
La città principale è Caraci (24 milioni di abitanti), dove si concentrano gli immigrati indiani e che fu capitale del Pakistan fino al 1958 (vi era nato Mohammad Ali Jinnah). Un'altra grande città è Hyderabad, l'antica capitale del Sindh. Zulfikar Ali Bhutto e la figlia Benazir Bhutto erano originari di Larkana. Il Sindh conta 23 distretti.

## Storia
L'origine del nome è dal sanscrito Sindhu che significa "fiume", che è il nome del fiume Indo. Da tale nome deriva anche il toponimo "India" per il tramite del persiano Hind, che perde la "s" iniziale. Nello Shrimad Bhagavatam è menzionato come parte di Abhirrdesh ("regno Abhira"). In passato esistevano due regioni in quest'area: Sindh ad ovest, che si estendeva fino alla città di Multan, ed Hind (India moderna) ad est.
Fu conosciuto con diversi nomi nel passato: gli Assiri (già nel VII secolo a.C.) lo conoscevano come Sinda, i Persiani come Abisind, i Greci come Sinthus, i Romani come Sindus, i Cinesi come Sintou, mentre per gli Arabi era il Sind.
Nel 1842 il generale Charles James Napier conquistò la regione per conto dell'Impero britannico. I suoi ordini erano solo quelli di placare delle rivolte ma, di propria iniziativa, la conquistò, dovendo però spedire una missiva a Londra per giustificare il proprio comportamento: in essa si limitò a scrivere l'espressione latina "Peccavi" ("ho peccato") che, tradotta in inglese, diventa "I have sinned", che viene letta allo stesso modo di "I have Sindh" ("ho il Sindh"). La cosa fu molto apprezzata in patria, dove la conquista fu vista di buon occhio e la rivista Punch ritrasse il generale vittorioso durante la battaglia con la parola Peccavi ad ornamento della vignetta.

## Società

### Lingue e dialetti
Nella provincia del Sindh si parla l'urdu, che è la lingua ufficiale del Pakistan, ed il sindhi è la lingua autoctona, ma circa 27 400 persone parlano la lingua goaria. L'alfabeto utilizzato da tutte e tre le lingue è quello arabo modificato.

## Distretti
La provincia ha 23 distretti.